# Granja de Mirabel
La Granja de Mirabel es un palacio situado a 5 kilómetros al suroeste de la localidad española de Guadalupe, en la provincia de Cáceres. Ubicado en las estribaciones de la sierra de las Villuercas, ha sido declarado monumento nacional y bien de interés cultural.

## Historia

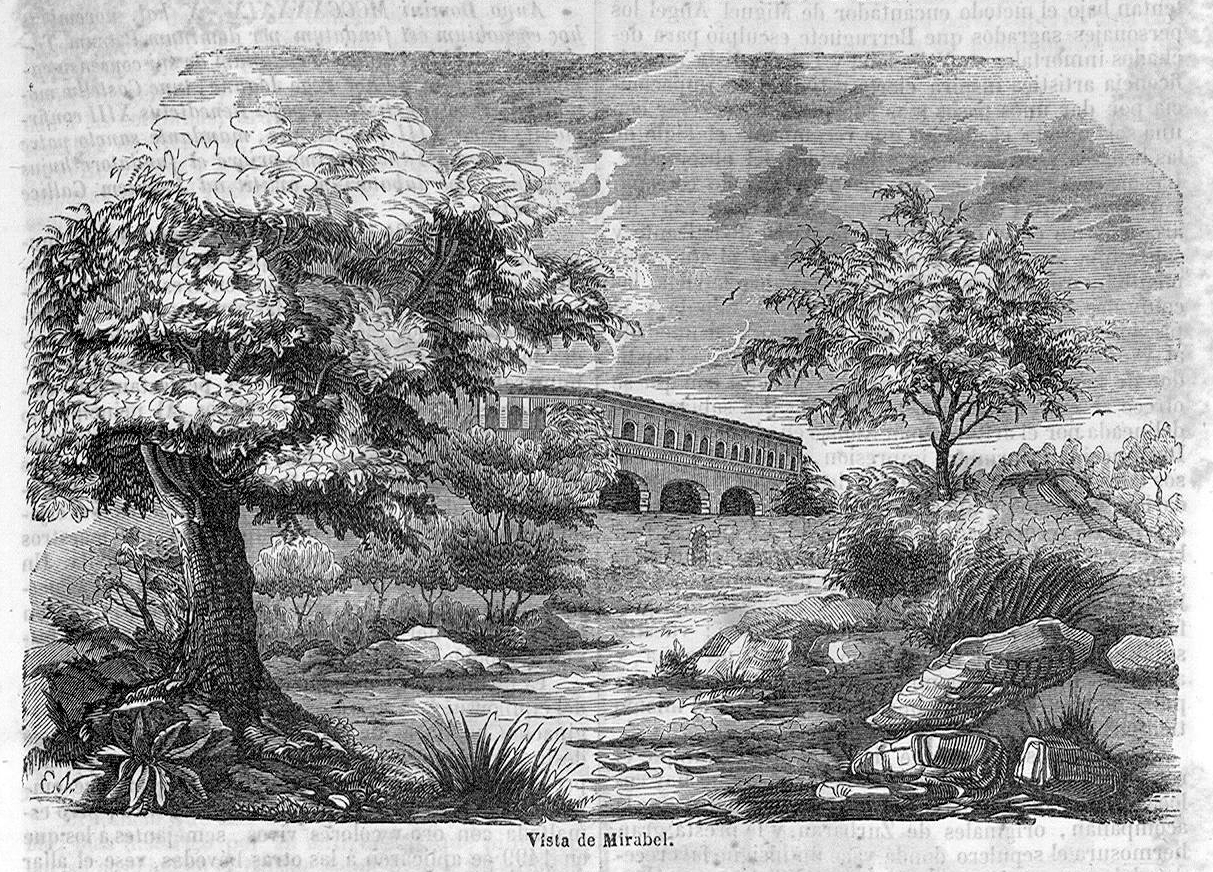
«Vista de Mirabel» (Semanario Pintoresco Español, 1847)

Situado entre los valles de Valdegracia e Infierno, se encuentra rodeado por bosques de castaños. Comenzada a construir en el siglo XIV, fue donada a los monjes de Guadalupe en el siglo XV, momento en el que adquirió su actual configuración para servir de residencia a los Reyes Católicos y sus hijos. En ella murió Juan de Zúñiga, el último gran maestre de la Orden de Alcántara, en 1504. Después pasó a formar parte de las dependencias de los propios monjes del Monasterio, sirviendo también de residencia a los reyes y nobles que visitaban la cercana Guadalupe.
Durante la desamortización de Mendizábal pasó a manos del marqués de la Romana. Personajes como Alfonso XIII, Raniero III de Mónaco, o Miguel de Unamuno residieron en ella también una temporada a principios del siglo XX. Actualmente sigue en manos privadas.
El 3 de junio de 1931, durante la Segunda República, fue declarada monumento histórico-artístico perteneciente al tesoro nacional, mediante un decreto publicado el día siguiente en la Gaceta de Madrid, con la rúbrica del presidente del Gobierno provisional, Niceto Alcalá-Zamora, y del ministro de Instrucción Pública y Bellas Artes, Marcelino Domingo.

## Descripción

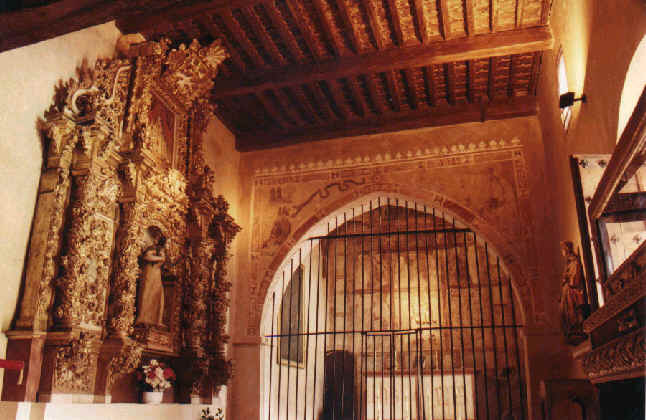
Capilla de la Magdalena.

Consta de un edificio amurallado, con jardines moriscos con fuentes, recientemente restaurados. Destaca su fachada mudéjar del siglo XV y su claustro con la "fuente del frío". En éste se expone un verraco de piedra de posible origen vetón. De finales del siglo XV data la capilla de la Magdalena, la construcción más importante del conjunto. De planta rectangular, con arco toral apuntado conserva pinturas flamencas al fresco en varias de sus paredes. Tratan escenas bíblicas destacando la virgen con el niño central. Se trata del conjunto de pinturas góticas al fresco más importante de toda Extremadura. Alberga también una copia antigua del Juicio de Caifás, de Gerard van Honthorst. Sobre el presbiterio encontramos un magnífico artesonado de armadura de limas, policromado.
En un muro lateral se encuentra el retablo de la Magdalena, barroco, con la imagen titular de la capilla obra de Pedro de Roza y un lienzo de la virgen de Guadalupe.
Aneja a la capilla de la Magdalena se encuentra la capilla del Cristo de Mirabel. De forma rectangular, termina en un presbiterio con forma de cruz griega, con cúpula y linterna. En su retablo barroco, encontramos un lienzo del descendimiento, del entorno de Rubens, y en su base el cristo yacente de Mirabel, la imagen más venerada del recinto. Además en las capillas se encuentran otras esculturas como el Santiago protogótico o un niño Jesús barroco. De entre sus estancias interiores (no visitables) destacan el salón rojo y la chimenea antigua.